# Jürgen Bartsch
Jürgen Bartsch (* 6. November 1946 in Essen als Karl-Heinz Sadrozinski; † 28. April 1976 in Lippstadt-Eickelborn) war ein deutscher pädokrimineller Serienmörder, der in Velbert-Langenberg bei Essen vier Jungen ermordete. Bartsch wurde als der „Kirmesmörder“ bekannt.

## Kindheit
Jürgen Bartsch wurde 1946 unter dem Namen Karl-Heinz Sadrozinski als nichteheliches Kind des belgischen Bergarbeiters Adolf Peters und Elisabeth Anna Sadrozinski, geb. Liedtke, in den Essener Städtischen Krankenanstalten geboren. Seine leibliche Mutter, die kurz nach der Geburt das Krankenhaus verließ und ihren Sohn dort zurückließ, starb wenige Wochen später an Tuberkulose. Die ersten Monate seines Lebens verbrachte er in der Obhut von Krankenschwestern in einer Klinik. Einige Monate nach seiner Geburt kam Gertrud Bartsch, die Frau des wohlhabenden Essener Fleischers Gerhard Bartsch, in dasselbe Krankenhaus, um sich einer Hysterektomie zu unterziehen. Die kinderlosen Eheleute nahmen das Waisenkind im Alter von elf Monaten zu sich. Gegen eine Adoption hatte das Jugendamt wegen der „zweifelhaften Herkunft des Kindes“ zunächst Bedenken, sodass die Adoption erst sieben Jahre später im Jahr 1954 erfolgte. Der Junge wuchs bei seinen Eltern in Langenberg (heute Velbert-Langenberg) unter dem Namen Jürgen Bartsch auf. Er wurde von ihnen bis zum Schulanfang im sechsten Lebensjahr völlig isoliert von anderen Kindern ferngehalten, eingesperrt in einem Kellerraum mit vergitterten Fenstern und bei Kunstlicht, weil die Eltern befürchteten, er erführe draußen, dass er nicht ihr leibliches Kind sei.
Bartsch beschrieb vielfach gegenüber den Gutachtern und in seinen Briefen an den Journalisten Paul Moor überraschende Gewaltattacken und einen Sauberkeitswahn seiner Mutter. Sie habe ihm verboten, sich schmutzig zu machen oder mit anderen Kindern zu spielen. Diese Zwänge blieben angeblich bis ins Erwachsenenalter bestehen – selbst mit 19 Jahren sei er noch von seiner Mutter in der Badewanne gewaschen worden. In einem tiefenpsychologischen Gutachten vor dem Wiederaufnahmeverfahren wurde angenommen, dass Bartsch schon früh die Familienatmosphäre als eine empathielose Doppelbindungs-Situation erlebte, was sich später in der Beziehung zwischen ihm und seinen Opfern widergespiegelt habe.
Im Alter von zehn Jahren kam Bartsch in ein Heim. Da es dort nach Meinung der Eltern nicht streng genug zuging, verlegten sie ihn am 14. Oktober 1958 in das katholische Internat der Salesianer Don Boscos im Kloster Marienhausen in Aulhausen/Rheingau, heute Stadtteil von Rüdesheim am Rhein. In dieser Zeit entdeckte Bartsch per Zufall, dass er adoptiert war. Später erklärte er, dass er, als er mit Fieber das Bett hütete, von dem dortigen Pater Gerhard Pütz sexuell missbraucht worden sei. Im Oktober 1960 floh er zweimal aus dem Internat, in dem er auch wiederholt geschlagen wurde, weil er es dort nicht mehr ausgehalten habe. Da ihn seine Eltern nach der ersten Flucht zurückgebracht hatten, habe er sich nach der zweiten Flucht nicht mehr nach Hause getraut. Er habe seine Lage als ausweglos empfunden.
Alice Miller sieht in ihrem Buch Am Anfang war Erziehung, in welchem sie sich mit dem Fall Bartsch auseinandersetzt, die Heimerziehung als Grundursache seiner sadistischen Neigungen. Dort habe Bartsch lernen müssen, die Absurditäten und Launen der Erzieher widerspruchslos und ohne Gefühle von Hass hinzunehmen. In seinem Unbewussten habe sich ein beispielloser Aggressionsdruck aufgebaut. Als er älter wurde, habe er sich Jungen gegenüber ebenso dominant und gefühllos verhalten, wie er selbst von Erwachsenen behandelt worden war. Er habe sich an der Situation einer tiefen Demütigung, Bedrohung, Vernichtung der Würde, Entmachtung und Ängstigung eines kleinen Jungen sexuell erregt – diesmal nicht mehr als hilfloses Opfer, sondern als der mächtige Verfolger.

## Neigungen
Bartsch gehörte zu den sadistisch geprägten, zu Gewalttaten neigenden Tätern, die auf Kinder fixiert sind. Im Jugendalter zeigte sich seine pädophile Neigung im katholischen Internat in Marienhausen. Dort stellte Jürgen Bartsch zum ersten Mal fest, dass er sich sexuell zu Jungen hingezogen fühlte. Psychologische Gutachten bestätigten, dass die pädosexuellen Neigungen des nach außen äußerst freundlich wirkenden Bartsch deutlich sadistische Züge trugen, er unter Paraphilien litt und seine Taten unter einem „unwiderstehlichen Drang“ ausgeführt hatte.
Im Juni 1961 wurden seine Neigungen der Polizei bekannt, nachdem er den Sohn des Langenberger Malermeisters Beck in dem dortigen ehemaligen Luftschutzbunker im Ortsteil Oberbonsfeld, Heeger Straße, sexuell attackiert und gequält hatte. Der Vorfall führte zu einer Anklage wegen Körperverletzung vor dem Wuppertaler Amtsgericht; das Verfahren wurde jedoch bald eingestellt, da Bartsch glaubhaft machte, er habe sich mit dem Opfer nur herumgebalgt. Von nun an entwickelte Bartsch immer sadistischere Fantasien, die er in seinen Taten nach und nach umzusetzen versuchte.

## Opfer
- 31. März 1962: Klaus Jung, 8 Jahre
- 6. August 1965: Peter Fuchs, 13 Jahre
- 14. August 1965: Ulrich Kahlweiß, 12 Jahre
- 8. Mai 1966: Manfred Graßmann, 11 Jahre[5]

Bartsch überredete seine Opfer, ihn in den oben erwähnten ehemaligen Luftschutzbunker zu begleiten. Dort zwang er sie, sich zu entkleiden, und nahm sexuelle Handlungen an ihnen vor. Dann tötete er sie und zerstückelte die Leichen.
Am 18. Juni 1966 streifte Bartsch durch Wuppertal-Elberfeld, wo er auf ein weiteres Opfer, den 14-jährigen Peter Frese, traf. Im Luftschutzbunker zwang er Frese mit Schlägen und Fußtritten dazu, sich zu entkleiden. Bartsch fesselte Frese und versuchte, ihn zu vergewaltigen. Mit der Ankündigung, er werde bald zurückkommen und ihn töten, verließ Bartsch den Bunker. Frese gelang es, die Fesseln mittels einer Kerze durchzusengen und zu fliehen.
Nach der Flucht des Jungen startete die Polizei eine Suchaktion nach dem Täter und fand im Bunker die Überreste der vier Opfer. Der 19-jährige Metzgergeselle Bartsch wurde durch Hinweise des Langenberger Malermeisters Beck als Täter identifiziert und drei Tage nach seiner letzten Tat, am 21. Juni 1966, von der Polizei festgenommen.

## Nach der Verhaftung
Bartsch bekannte sich offen zu seinen Taten. Am 27. November 1967 begann der Prozess vor dem Landgericht Wuppertal unter großer Beachtung der Medien und der Öffentlichkeit, national wie international. Das Gericht betrachtete Bartsch als voll zurechnungsfähigen Erwachsenen und verurteilte ihn am 15. Dezember 1967 nach einem nicht objektiv geführten und stark emotionalisierten Verfahren zu einer lebenslangen Zuchthausstrafe. Die Strafverteidigung übernahm zunächst Rechtsanwalt Alfred Linten aus Essen; sie wurde fortgeführt von den Münchner Rechtsanwälten Rolf Bossi und Steffen Ufer.
Im Jahr 1969 legten Bossi und Ufer Revision beim Bundesgerichtshof ein, der das erstinstanzliche Urteil insbesondere unter Bezug auf die mangelhafte Verfahrensführung aufhob. Danach wurde der Fall vor der Jugendkammer des Düsseldorfer Landgerichts neu verhandelt. Rolf Bossi übernahm erneut die Verteidigung. In diesem Prozess ging es allein um die Frage, ob der Angeklagte für die Taten, die er umfassend gestanden hatte, verantwortlich sei. Während des Prozesses spielten die Manipulationen durch den Erzieher Pütz eine Rolle und wurden medial im Spiegel kommentiert. Am 6. April 1971 wurde Bartsch zu einer Jugendstrafe von zehn Jahren und einer anschließenden Unterbringung in der Heil- und Pflegeanstalt Eickelborn verurteilt. Dort heiratete Bartsch am 2. Januar 1974 eine Schwesternhelferin aus Hannover.
Im Januar 1968 nahm der in Deutschland lebende US-amerikanische Journalist Paul Moor schriftlichen Kontakt zu Bartsch auf. In der Zeit bis April 1976 erhielt er 250 Briefe von ihm. Bartsch nahm die Gelegenheit wahr, sehr ausführlich aus seiner Lebensgeschichte zu erzählen. In Moor hatte er seinen ersten und einzigen Zuhörer, der mit Fragen nachhakte, wobei die Fragen häufig psychoanalytisch orientiert waren. Das dabei gesammelte Material verarbeitete Moor zu dem 1972 erschienenen Buch mit dem Titel Das Selbstporträt des Jürgen Bartsch.
Weil Bartsch weiterhin Mordfantasien ausgesetzt war, strebten er und sein Anwalt ab 1973 eine Gehirnoperation an. Im Dezember 1974 teilten  Ärzte des Universitätsklinikums des Saarlands Bartsch jedoch mit, dass bei ihm eine solche Operation nicht möglich sei. Um dem lebenslangen Aufenthalt in der Psychiatrie zu entgehen, beantragte Bartsch seine Kastration. Zuvor hatte er diese strikt abgelehnt.

Historische Ansichtskarte des damaligen Landeskrankenhaus Eickelborn, heute eine Einrichtung des Landschaftsverband Westfalen-Lippe

Er wurde im Landeskrankenhaus Eickelborn operiert. Die Narkose erfolgte – wie 1976 an kleinen Krankenhäusern oftmals noch üblich – ohne Anästhesisten unter Verantwortung des Operateurs. Bei der Narkose wurde das Inhalationsanästhetikum Halothan durch Verwendung eines dafür ungeeigneten Methoxyfluran-Verdampfers dreizehnfach überdosiert. Als Folge davon erlitt Bartsch bei der Operation einen tödlichen Kreislaufzusammenbruch. Ein ähnlicher Fehler war dem behandelnden Pfleger bereits zuvor unterlaufen. Er wurde schließlich wegen fahrlässiger Tötung zu einer Bewährungsstrafe verurteilt.
Jürgen Bartsch wurde in Essen ohne Angabe des Namens oder der Lebensdaten erdbestattet.

## Rezeption

### Theater
1972 wurde das Ein-Personen-Stück Das Tier von Niels Höpfner im Kammerspiel des Frankfurter Schauspielhauses uraufgeführt. Es basiert u. a. auf dem Buch des im damaligen West-Berlin lebenden US-Journalisten Paul Moor Das Selbstporträt des Jürgen Bartsch. Der Schauspieler Serdar Somuncu führte das Stück im Jahr 2000 erneut auf.
Oliver Reese verfasste anhand von Bartschs Briefen an Paul Moor das Ein-Personen-Stück Bartsch, Kindermörder. Es wurde am 24. September 1992 am Ulmer Theater uraufgeführt.

### Film
Der Dokumentarfilm „Nachruf auf eine Bestie“ (BRD, 1983) von Rolf Schübel lief im Frühjahr 1984 auf der Berlinale, lief dann allerdings nicht im Kino, weil der Futura-Filmverleih keine Vertriebsförderung aus öffentlichen Geldern erhielt. Erstausstrahlung war am 5. Dezember 1985 im ZDF. Der Film beruht im Wesentlichen auf den Tonaufzeichnungen, die der Sachverständige Wilfried Rasch während seiner für die Erstellung des psychiatrischen Gutachtens im Revisionsverfahren nötigen Exploration gemacht hatte.
Der Film „Der Kindermörder Jürgen Bartsch“ von Thomas Fischer aus der Reihe Die großen Kriminalfälle (SWR-Produktion, 2000) lief am 18. Mai 2000 in der ARD.
Ein weiteres Mal wurde Bartschs Leben 2002 von Kai S. Pieck unter dem Titel „Ein Leben lang kurze Hosen tragen – Der Fall Jürgen Bartsch“ verfilmt. Grundlage für das Drehbuch war dabei Paul Moors Buch „Jürgen Bartsch: Opfer und Täter“. Er wurde im Jahr 2003 auf der Berlinale aufgeführt.